# Kraftwerk Rüchlig
Das Kraftwerk Rüchlig ist ein Niederdruck-Laufwasserkraftwerk an der Aare bei Aarau in der Schweiz, das 1884 in Betrieb genommen wurde. Das von der Jura-Cement-Fabriken genutzte Kraftwerk wurde von 2002 von der Axpo übernommen und 2014 grundlegend erneuert.

## Geschichte

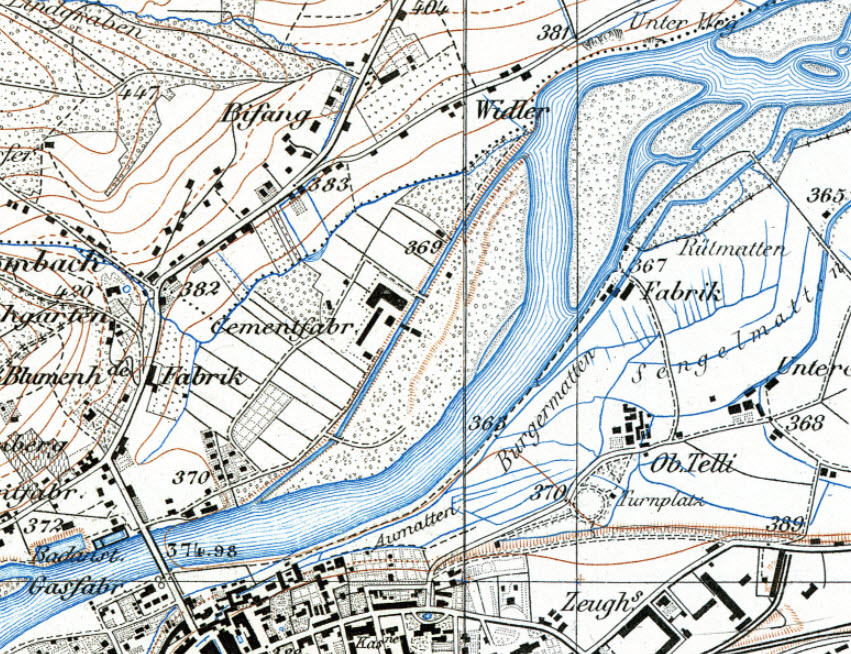
Kraftwerk Rüchlig auf der Siegfriedkarte von 1896 (links). Rechts das Kraftwerk der Chocolat Frey.

### Erstes Kraftwerk
Im Jahr 1882 kaufte der Baumeister Daniel Schmuziger-Oberlin von der Ortsbürgergemeinde Aarau Land im Scheibenschachen für den Bau einer Zementfabrik. Dazu gehörte auch die Konzession zur Nutzung der Wasserkraft der Aare. Ein erstes Kraftwerk Rüchlig wurde in den Jahren 1882 bis 1883 von der Zementfabrik Zurlinden erstellt und am 9. Januar 1884 in Betrieb genommen. Es lag an einem ein Kilometer langen Werkskanal, der etwa 260 m unterhalb der Kettenbrücke ohne Stauanlage aus der Aare ausgeleitet wurde. Das Kraftwerk nutzte eine Aareinsel, deren nördlich der Insel verlaufende Flussarm verlandet war. Für den Kraftwerksbau wurde der verlandete Arm ausgebaggert und als Werkskanal genutzt, wobei das Maschinenhaus 800 m unterhalb der Kettenbrücke zu liegen kam. Die Kraftübertragung von der einzigen Jonval-Turbine zu den anzutreibenden Zementmühlen erfolgte über eine Transmission. Die Turbine verarbeitete 4,9 m³ Wasser pro Sekunde und hatte eine Leistung von 102 PS. Das Ende des Unterwasserkanals lag im Gebiet Widler▼ an der Grenze von Aarau zu Küttigen – der Kanal wurde erst in den 1910er Jahren bis zum Rüchlig verlängert. Der Bau eines Stauwehrs in der Aare scheiterte an der Opposition aus der Bevölkerung – er wurde erst in den 1920er Jahren realisiert. 1896 wurde der Kanaleinlauf verbessert, sodass 7 m³ Wasser pro Sekunde ausgenutzt werden konnten und die Leistung der Turbine auf 155 PS gesteigert wurde.

### Erster Ausbau

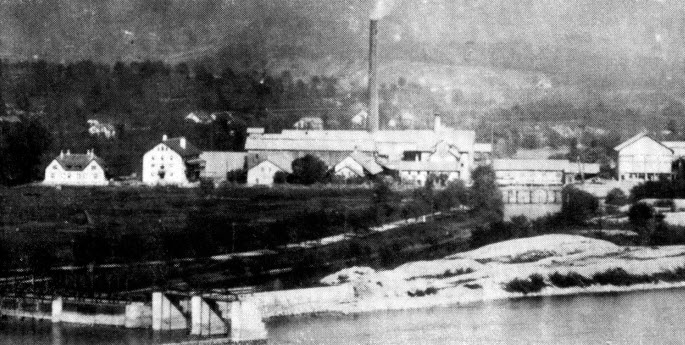
Kraftwerk Rüchlig 1906. Das Einlaufbauwerk des Kanals ist sichtbar.

Im Jahre 1897 entstand durch Umwandlung der Zementfabrik Zurlinden & Co. in eine Aktiengesellschaft die Jura-Cement-Fabriken, zu denen auch das Werk Wildegg gehörte. Sie kauften 1902 die Aareinsel von der Ortsbürgergemeinde Aarau ab, die fortan nach der ursprünglich Zementfabrik Zurlinden & Co. als Zurlindeninsel bezeichnet wurde.
Das Kraftwerk wurde ausgebaut und mit zwei zusätzlichen Francis-Turbinen versehen, die je eine Leistung von 250 PS hatten. 1906 wurde der Werkkanal mit einem Einlaufbauwerk versehen, das aus einer Einlaufschleuse und einem Fangarm bestand. Weiter wurden der Unter- und der Oberwasserkanal ausgebaggert, sodass 25 Kubikmeter Wasser pro Sekunde genutzt werden konnten.

### Zweiter Ausbau

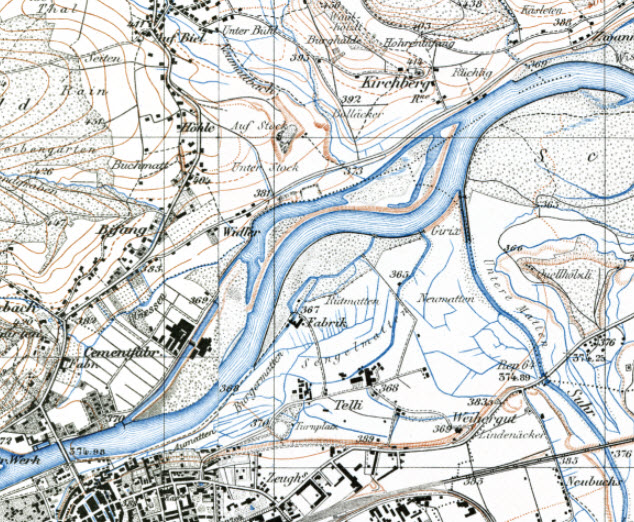
Kraftwerk Rüchlig auf der Siegfriedkarte, Datenstand von 1913. Der verlängerte Unterwasserkanal und die Aarekorrektur ist erkennbar

Am 1. Mai 1907 fragten die Zementfabriken die Nutzung des Gefälles der Aare bis Biberstein an, erhielten aber vorläufig keine Konzession, da sich auch andere um diese Konzession bemühten. In den Jahren 1910 und 1911 wurde die Jonval-Turbine aus den Anfängen durch eine Francis-Turbinen mit einer Leistung von 775 PS ersetzt, wobei eine spätere Verlängerung und Vertiefung des Unterwasserkanals bereits berücksichtigt wurde.
1912 erhielten die Zementfabriken die Bewilligung zur Verlängerung des Unterwasserkanals im Rahmen der gleichzeitig einhergehenden Korrektion des Aarelaufs im Gebiet Rüchlig. Die Bauarbeiten fanden in den Jahren 1912 bis 1916 statt. Ein alter abgeschnittener Flusslauf wurde zur Verlängerung des Unterwasserkanals des Kraftwerkes genutzt, wodurch sich das nutzbare Nettogefälle je nach Wasserführung der Aare auf 2,8 bis 3,6 m erhöhte. Die beiden ersten Francis-Turbinen wurden entfernt und durch neue von der Maschinenfabrik Bell aus Kriens ersetzt, die eine Leistung von je 600 PS hatten. Die ausnutzbare Wassermenge stieg auf 58 m³/s.
Alle Turbinen arbeiteten mit Getriebe auf eine gemeinsame Transmissionswelle, welche die Arbeitsmaschinen mechanisch antrieb. Darunter waren auch zwei Zweiphasen-Generatoren, von denen jeder eine Leistung von 500 PS abgeben konnte. Ein Lenix-Riemengetriebe übertrug die Kraft auf die Generatoren. Die Anordnung erlaubte auf kleinem Raum eine grosse Übersetzung und war mit einer automatischen Nachspanneinrichtung versehen. Die erzeugte Energie wurde in der Zementfabrik für den Antrieb von Motoren und zu Beleuchtungszwecken verwendet. Weiter wurde die elektrochemische Fabrik Elfa mit einer Leistung 370 kW versorgt. Sie stellte Wasserstoffperoxid her, das in der Strohverarbeitung als Bleichmittel verwendet wurde – die Region war bekannt für die Herstellung von Strohhüten. Der elektrische Anlagenteil der Kraftwerks wäre in der Lage gewesen, jährlich bis zu 10 Mio. kWh zu erzeugen.

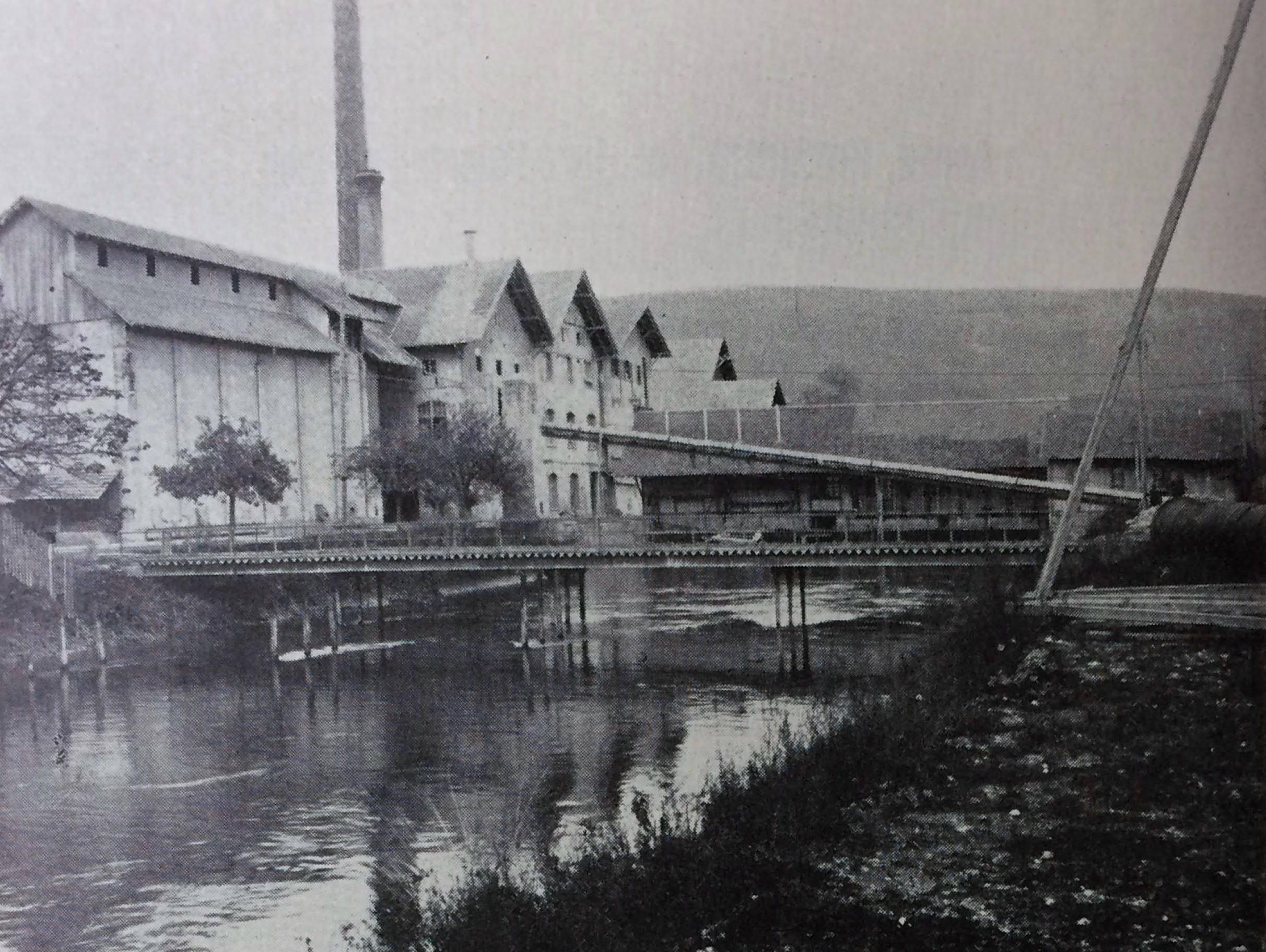
Kraftwerk von der Oberwasserseite, ca. 1926
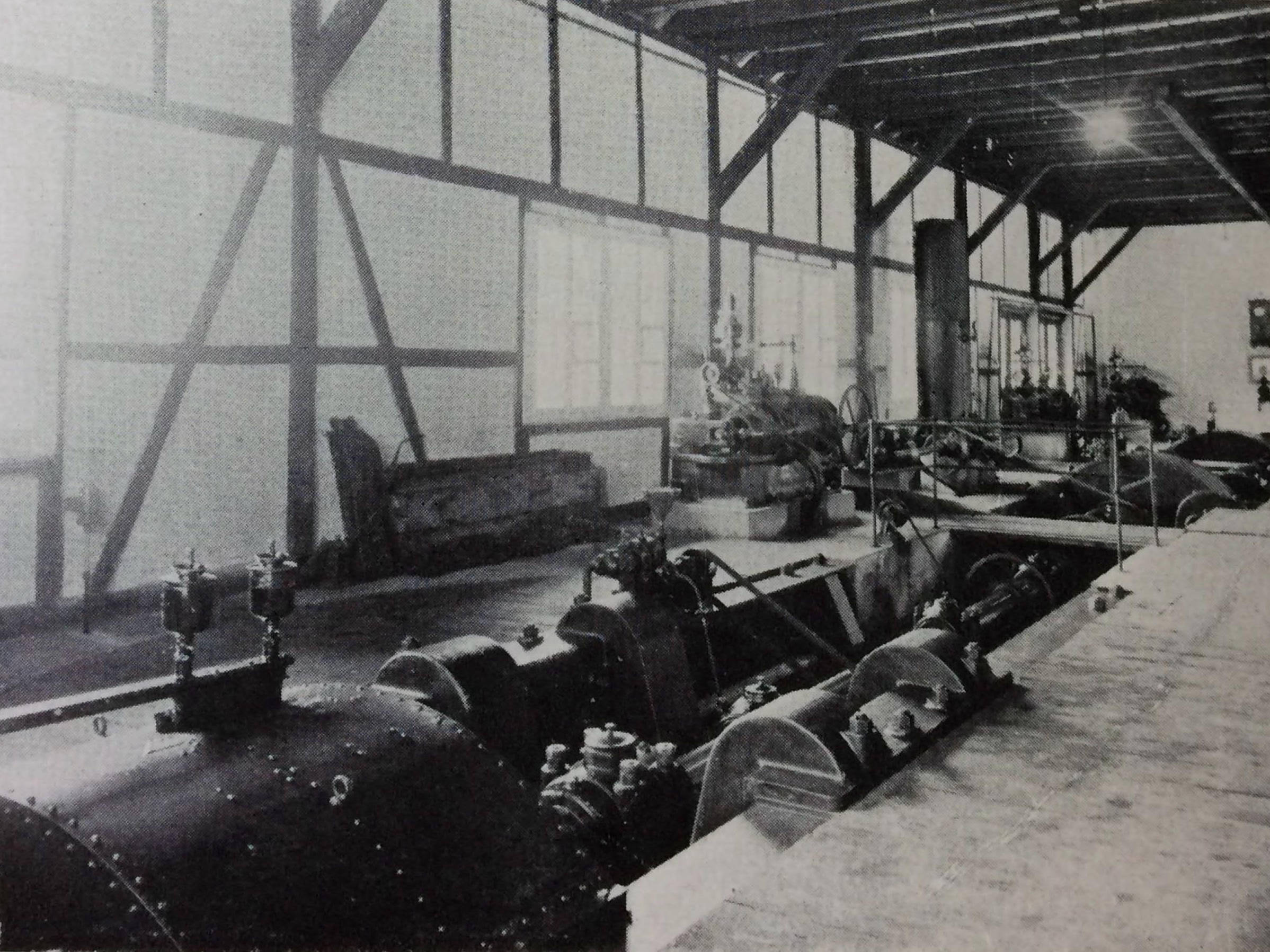
Maschinensaal, im Vordergrund die Transmission, 1916

### Dritter Ausbau

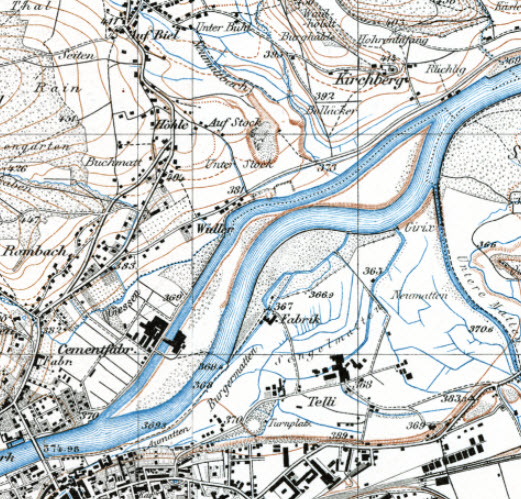
Kraftwerk Rüchlig auf der Siegfriedkarte, Datenstand von 1931. Der verbreiterte Unterwasserkanal ist erkennbar

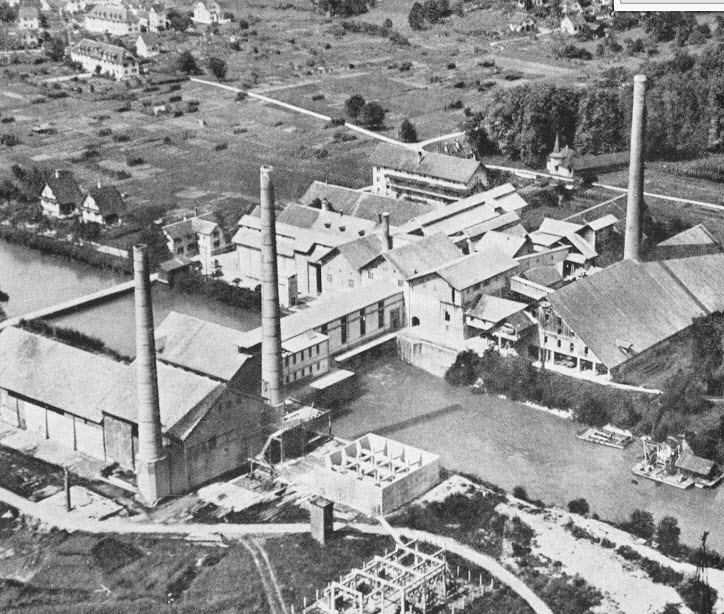
Erweitertes Kraftwerk 1929.

In den folgenden zehn Jahren wurde um den Ausbau der Wasserkräfte gestritten. Die Motor AG schlug ein Kraftwerk vor, das die Strecke vom Rüchlig bis Brugg vor, was für die JCF die Aufgabe ihres Kraftwerks in Wildegg bedeutet hätte. Die JCF schlug daraufhin den Ausbau der von ihnen bereits genutzten Standorte in Aarau und Wildegg vor. Ein weiteres Projekt der Motor AG schlug ein Ausbau vor, der auch das Werk der JCF in Aarau zum Opfer gefallen wäre, was bewirkte, dass die JCF im Dezember 1916 abermals einen grösseren Ausbau von Aarau vorschlug.
Die SBB zeigten auch Interesse an den Wasserkräften der Aare. Sie schlug ein Kraftwerk vor, dass die Strecke von der Mündung der Suhre,▼ die gleichzeitig die Gemeindegrenze zwischen Aarau und Rohr bildete, bis zur Mündung▼ des Unterwasserkanals des JCF-Kraftwerks in Wildegg vor. Eine Untersuchung der Baudirektion Aargau gab diesem Projekt den Vorzug gegenüber den anderen Projekten, womit die beiden Kraftwerke der JCF untergegangen wären. Der Verhandlungsposition der JCF war besonders schlecht, weil die Unterlagen der Konzession für den zweiten Ausbau werde bei der JCF noch bei den Behörden auffindbar war. Die Aargauer Behörden beurteilten daraufhin die Nutzung der Wasserkraft durch die JCF in Aarau als rechtswidrig, stellten aber den JCF im April 1919 eine provisorische Verfügung aus, welche die Nutzung von 58 m³/s duldete. Hingegen wurde die 1902 erteilte Konzession für die Nutzung von 27 m³/s von den Behörden weiterhin als gültig betrachtet. Hingegen erhielt die SBB die Konzession zur Nutzung der gesamten Strecke von Aarau bis Wildegg. Die Bahn begann aber nicht unmittelbar mit dem Bau des Kraftwerks, sondern arbeitete einen neuen Plan aus, der einen Stausee vorsah, welcher die Steinbrüche der JCF unbrauchbar gemacht hätte und viel Kulturland vernichtet hätte. Gegen dieses Projekt wehrten sich weite Kreise der Bevölkerung.
Der Streit um die Wassernutzung nahm eine Wende, als die vermisst geglaubten Unterlagen über die zweite Ausbaustufe 1925 wiedergefunden wurden und die Behörde im September desselben Jahres eine gültige Konzession für den zweiten Ausbau erstellte, worauf die SBB ihr Bauvorhaben zurückzog. Die Konzession der JCF wurde auf Antrag des Regierungsrates umgehend auf 260 Kubikmeter Wasser pro Sekunde erhöht, worauf sich Opposition aus der Stadt Aarau meldete, die vorhatte, die Gefällsstufe mit einem eigenen Kraftwerk auf der rechten Flussseite zu nutzen. Der Grosse Rat lehnte auf Empfehlung des Regierungsrat die Nutzung durch zwei Kraftwerke ab, obwohl eine grössere Minderheit die Vergabe von Wasserrechten an die öffentliche Hand bevorzugte hätte, womit am 14. September 1926 die JCF die Konzession zum Ausbau des bestehenden Kraftwerks auf 260 m³/s erhielt, die 85 Jahre bis ins Jahr 2011 gültig war.
Die Konzession beinhaltete den Bau eines Stauwehrs im natürlichen Flussbett der Aare 930 m unterhalb der Kettenbrücke ungefähr auf der Höhe des Maschinenhauses, der im Januar 1927 begann. Mit der Konzession verpflichteten sich die JCF, den Ausbau innerhalb gesetzter Fristen fertigzustellen. Weiter wurde den JCF auferlegt, die Energie nur für den Betrieb der eigenen Werke in Aarau und Wildegg zu verwenden, ausser der als Ersatz an die Chocolat Frey abzugebende Energie, die durch den Ausbau ihr Kraftwerk nicht mehr nutzen konnte. Überschüssiger Energie konnte an das Elektrizitätswerke der Stadt Aarau abgegeben werden, wobei im Winterhalbjahr mindestens mit 1200 kW geliefert werden mussten. Weiter war die JCF verpflichtet, öffentliche Stege über Aare und Oberwasserkanal zu bauen, die von Fussgänger und Velofahrern genutzt werden konnten und ungefähr 400 m unterhalb der Kettenbrücke liegen sollten.
Die Arbeiten zur Verbreiterung des bestehenden Werkkanals begannen Januar 1927. In der Erweiterung des Maschinenhauses wurden zwei Propeller-Turbinen von Escher Wyss eingebaut, die je einen Schirmgenerator für Dreiphasenwechselstrom antrieben. Die beiden bestehenden Generatoren wurden ebenfalls durch einen Drehstromgenerator ersetzt. Der Ausbau war im März 1929 abgeschlossen. Das Schluckvermögen der Anlage betrug 150 m³/s.

### Vierter Ausbau
Die vierte Ausbauetappe verzögerte sich, weil während des Zweiten Weltkriegs der Bedarf an Baustoffen zurückging und dadurch die JCF kein Bedarf an zusätzlicher Energie hatte. Der Kanton gewährte der JCF deshalb eine Fristerstreckung für den in der Konzession festgelegte Vollausbau der Anlage. Die Baubewilligung für die Erweiterung der Anlage wurde im Juni 1943 erteilt, die Arbeiten wurden aber wegen Materialmangel zurückgestellt. Nach Kriegsende stieg der Zementbedarf wieder an, sodass der Ausbau mit Erweiterung des Werkkanals angegangen wurde, die durch den Abbruch der Gebäude der Zementfabrik möglich geworden war, nachdem die Produktion in Wildegg konzentriert wurde. Ursprünglich war vorgesehen, zwei weitere Turbinen einzubauen, am Ende wurde nur eine Kaplan-Turbine von Bell eingebaut, weil nicht genügend Platz für eine zweite Turbine vorhanden war. Die Arbeiten wurden in den Jahren 1950 und 1951 durchgeführt. Das Schluckvermögen der Anlage stieg auf 190 m³/s.

### Fünfter Ausbau
In den Jahren 1959 und 1960 wurde der Unterwasserkanal verbreitert und vertieft. Die drei alten Francis-Turbinen aus den 1910er Jahren wurden durch drei Rohrturbinen ersetzt – eine damals noch kaum bekannte Bauart in der Schweiz. Die maximal verarbeitbare Wassermenge stieg auf 346 m³/s, die jährliche Energieproduktion auf 55 Millionen kWh.

### Sechster Ausbau

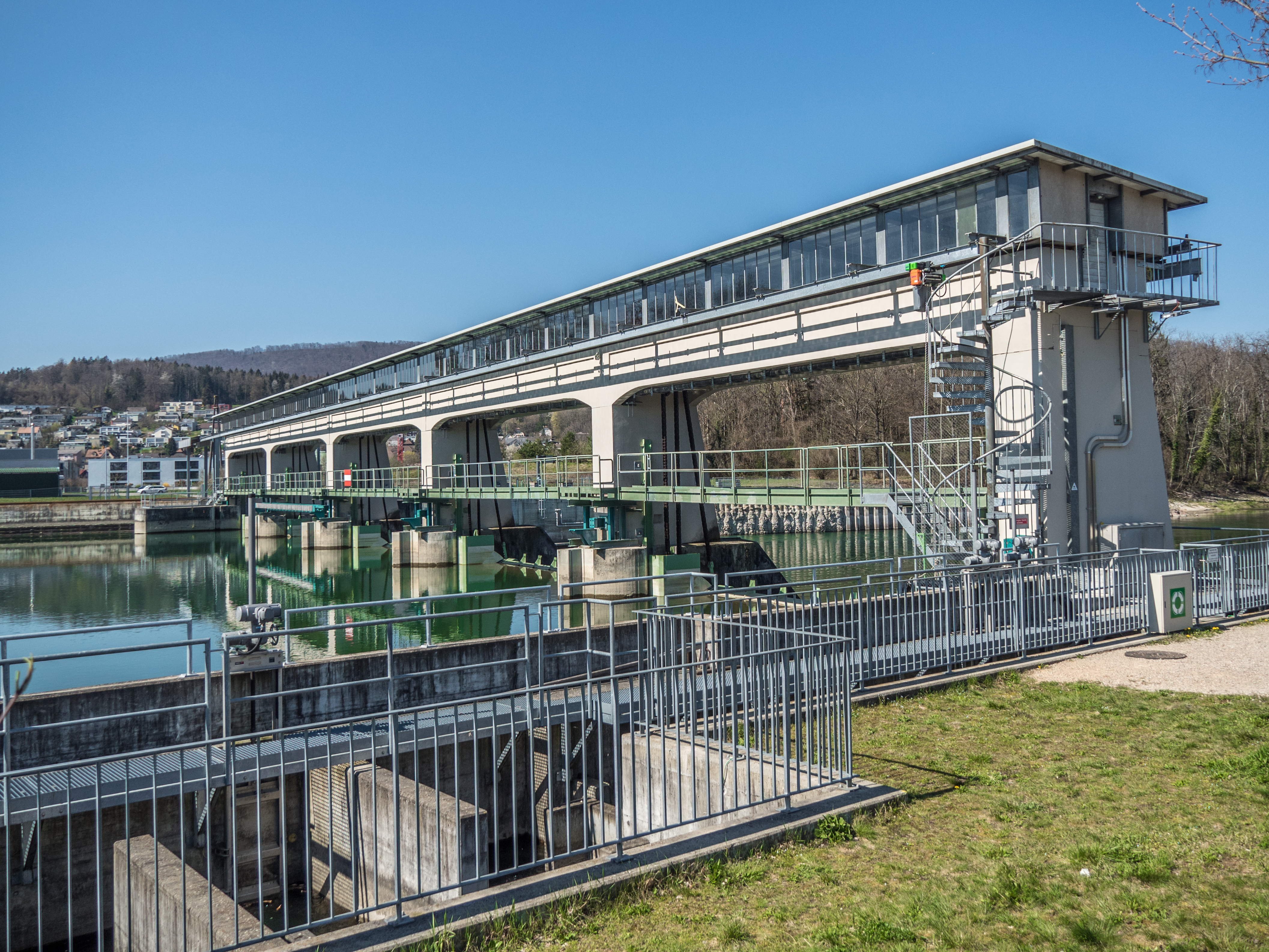
Stauwehr (2023)

Die Axpo übernahm das Kraftwerk 2002 und hat es im Rahmen einer 2011 erteilten Neukonzessionierung komplett erneuert, wobei es vom Juli 2012 bis Sommer 2014 keinen Strom erzeugte. Die Elektrotechnik und das Leitsystem wurden von der ABB verbaut. Für 131 Mio. wurde das alte Kraftwerk abgebrochen und eine neue Anlage gebaut. Im sehr flach gehaltenen Maschinenhaus sind vier Rohrturbinen untergebracht, wovon jede eine Leistung von 2,3 MW hat. Die Generatoren können maximal 8,8 MW abgeben. sodass eine Jahresproduktion bis zu 64 Mio. kWh möglich sein sollte. Mit dem Ausbau wurde auch die Konzession erneuert, die bis 2074 gültig ist. Sie beinhaltete auch die Verbesserung der Fischauf- und -abstieghilfe. Weiter wurde das Wehr so angepasst, dass auch Jahrhunderthochwasser der Aare mit Abflüssen bis 1400 Kubikmeter pro Sekunde sicher abgeführt werden können. Das Wehr wurde mit einem Dotierkraftwerk versehen, dass die 30 bis 40 m³/s, die in die Aare abgegeben werden, verarbeitet. Für den abgelieferten Strom erhält die Axpo eine kostendeckende Einspeisevergütung (KEV), welche über mehrere Jahre hinweg vergütet wird und im Jahr 2015 10,3 Mio. betrug.

## Technische Daten
| Ausbaustufe | Baujahre  | Inbetrieb- nahme | Schluck- vermögen (m³/s) | Turbinen                                                                   | Leistungsabgabe  | Leistungsabgabe                           | Regel- arbeits- vermögen (Mio. kWh) | Stromart                 |
| Ausbaustufe | Baujahre  | Inbetrieb- nahme | Schluck- vermögen (m³/s) | Turbinen                                                                   | mechanisch       | elektrisch                                | Regel- arbeits- vermögen (Mio. kWh) | Stromart                 |
| ----------- | --------- | ---------------- | ------------------------ | -------------------------------------------------------------------------- | ---------------- | ----------------------------------------- | ----------------------------------- | ------------------------ |
| 0           | 1882–1883 | 1884             | 4,9                      | 1 Jonval-Turbine                                                           | 102 PS           | –                                         | –                                   | –                        |
| 0           | 1896      |                  | 7                        | 1 Jonval-Turbine                                                           | 155 PS           | –                                         | –                                   | –                        |
| 1           | 1902      |                  | 25                       | 1 Jonval-Turbine 2 Francis-Turbinen                                        | 155 PS 2× 250 PS | –                                         | –                                   | –                        |
| 2a          | 1910–1911 | 1911             | 20 25                    | 1 Francis-Turbine 2 Francis-Turbinen                                       | 775 PS 2× 250 PS | –                                         | –                                   | –                        |
| 2b          | 1912–1916 | 1916             | 58                       | 1 Francis-Turbine 2 Francis-Turbinen                                       | 1100 PS          | 1000 PS                                   | 10                                  | Zweiphasen- wechselstrom |
| 3           | 1927–1929 | 1929             | 150                      | 1 Francis-Turbine 2 Francis-Turbinen 2 Propeller-Turbinen                  | –                | 1× 800 PS 2× 600 PS 2× 2100 PS            |                                     | Dreiphasen- wechselstrom |
| 4           | 1950–1951 | 1951             | 190                      | 1 Francis-Turbine 2 Francis-Turbinen 2 Propeller-Turbinen 1 Kaplan-Turbine | –                | 1× 800 PS 2× 600 PS 2× 2100 PS 1× 1835 PS |                                     | Dreiphasen- wechselstrom |
| 5           | 1959–1963 | 1963             | 346                      | 3 Rohrturbinen 2 Propeller-Turbinen 1 Kaplan-Turbine                       | –                | 8 MW                                      | 55                                  | Dreiphasen- wechselstrom |
| 6           | 2011–2015 | 2014             | 360                      | 3 Rohrturbinen                                                             | –                | 11 MW                                     | 64                                  | Dreiphasen- wechselstrom |